# Neurooftalmológia
A neurooftalmológia (régiesen vagy a szaknyelvben néha neuroophthalmológia)  olyan diagnosztikai határterület, amely az ideggyógyászati, idegsebészeti és neurológiai szövődményekkel járó szisztémás megbetegedések szemtüneteit vizsgálja.
A látóideg átszeli a központi idegrendszert szinte teljes hosszában, s így bármely részén alakul ki működészavar, a neurooftalmológiai vizsgáló eljárásokkal a károsodás mértékére, helyére és némileg, tapasztalati alapon, a károsodás eredetére is következtethetünk.
A területtel foglalkozó szakorvost neurooftalmológusnak nevezik.